# كشافة أيرلندا
كشافة أيرلندا هي المنظمة العالمية الوحيدة لجمعية الكشافة المعترف بها في الحركة الكشفية في جمهورية أيرلندا. في أيرلندا الشمالية التي تعمل جنبا إلى جنب مع جمعية كشافة المملكة المتحدة. كشافة ايرلندا هي حركة تعليمية غير رسمية تطوعية للشباب. وهي مستقلة، غير سياسية، مفتوحة للجميع دون تمييز في الأصل أو العرق أو العقيدة أو التوجه الجنسي أو المعتقد الروحي أو الجنس، وفقا للغرض والمبادئ والطريقة التي صممت من قبل بادن باول وكما ذكر من قبل المنظمة الكشفية العالمية.
الهدف من كشافة ايرلندا هو التشجيع الاجتماعي، المادي والفكري والشخصي والعاطفي، وتنمية الروح (المعروف باسم التوابل) في الشباب «بحيث يمكن أن يحقق المواطنين المحتملين والمسؤول على أكمل بهم، لتحسين المجتمع». يوجد في الكشافة حوالي 750,000 شخص تتراوح أعمارهم بين 6 و 18 في أيرلندا، ما يقرب من 6٪ هي الأشخاص المعنيين في كشافة ايرلندا. تأسست المنظمة يوم 21 يونيو عام 2003، بعد عملية اندماج بين الكشافة ايرلندا سي إس آي . والكشافة ايرلندا إس أي آي . ويقع مقرها الرئيسي في ارش هيل، مقاطعة دبلن.
ويرأس الجمعية من قبل رئيس الكشفية، حاليا كريستي ماكان، بدعم من لجنة الإدارة الوطنية والرئيس التنفيذي، جون لولر.

## روابط خارجية
- الموقع الرسمي لكشافة أيرلندا
- موقع أعضاء كشافة أيرلندا
- الموقع الرسمي للمغامرات
- الموقع الرسمي للتحديات
- شارة موقع كشاف أيرلندا (أرشيف الإنترنت)
- جائزة إنجاز الرئيس
- مشاهدة نجوم الكشافة